# Fedra (Seneca)
Fedra (in latino Phaedra) è una tragedia cothurnata di Lucio Anneo Seneca.

## Trama
La scena è ambientata ad Atene. Fedra, moglie di Teseo, è innamorata follemente del figliastro Ippolito (il quale rifiuta l'amore delle donne per dedicarsi alla caccia e alla vita nei boschi), ma ha paura a rivelarlo, in quanto è un amore incestuoso. Nonostante gli iniziali tentativi della nutrice di dissuaderla, rivela il suo amore, e Ippolito, indignato, fugge dalla reggia. Fedra decide di vendicarsi: quando Teseo ritorna dalla sua impresa negli Inferi, in cui aveva aiutato Piritoo a rapire Persefone, gli racconta mentendo che Ippolito ha cercato di abusare di lei. Teseo, infuriato, invoca la maledizione sul figlio, servendosi di un desiderio concessogli dal padre Poseidone, e il giovane muore in maniera orribile, trascinato nella natura dove non c'era un tronco senza una parte del suo corpo. Quando il cadavere di Ippolito viene riportato alla reggia, Fedra confessa il suo delitto a Teseo e si uccide. Al padre non resta che piangere la propria sorte, e ricompone il corpo del figlio fatto a pezzi, e ordina ai servi di gettare il corpo di Fedra in una fossa.

## Modelli
La questione sui modelli è ancora aperta. Molti sono portati a sostenere che il modello principale sia Euripide (con l'Ippolito coronato e la sua prima versione, Ippolito velato), altri invece sostengono che Seneca si sia ispirato alla perduta Fedra di Sofocle. Tra i modelli figura certamente anche la quarta lettera delle Eroidi di Ovidio in cui si narra in forma poetica il tragico amore tra Fedra ed Ippolito.

### Differenze rispetto a Euripide
- La scena è trasferita ad Atene, nel periodo in cui Teseo è impegnato con Piritoo negli Inferi
- Sono assenti le divinità Afrodite e Artemide
- Il Coro e la Nutrice sanno già dell'innamoramento di Fedra per Ippolito
- Fedra stessa rivela a Ippolito il suo amore (Seneca si rifà così alla versione dell'Ippolito velato, in cui Ippolito, dopo la dichiarazione della matrigna, si copre il volto per la vergogna. La scena fu contestata dal pubblico ateniese, ed Euripide dovette revisionare la tragedia)
- Fedra non si uccide subito, ma si suiciderà solo dopo aver rivelato a Teseo la verità
- Ippolito muore subito, inoltre non avviene il colloquio con Teseo in cui suo padre viene perdonato per averlo maledetto